# Saint-Marcel, Eure

Saint-Marcel este o comună în departamentul Eure, Franța. În 1 ianuarie 2022 avea o populație de 4.474 de locuitori.